# IQ (рок-группа)
IQ — британская рок-группа, создана в 1981 году Майком Холмсом и Мартином Орфордом после распада группы The Lens 1976—1981, с которой началась их карьера. Группа никогда не имела большого коммерческого успеха, но с годами сформировала преданных поклонников. В 2011 году группа выступила с концертами в Британии и Европе, празднуя 30-летие. Джон Джоуитт (бас-гитара) и Мартин Орфорд (экс-клавишник) также были участниками группы Jadis.
Группа была одной из британских, созданных в начале 1980-х, включая Marillion, Pendragon, Twelfth Night, LaHost и Pallas, продолжив развитие стиля прогрессивный рок, который до этого исполняли некоторые группы 1970-х — Genesis, Emerson, Lake & Palmer и Yes. Музыкальная пресса придумала тогда термин «неопрогрессив», чтобы описать деятельность подобных групп, зачастую обвиняя их в простом копировании стилей других групп. Эти обвинения были отвергнуты группой, претендовавшей на более широкое разнообразие и избирательность в выборе музыкальных стилей.

## История
В 1982 году в состав группы вошли Питер Николлс (вокал), Майк Холмс (гитара), Мартин Орфорд (клавишные), Пол Кук (ударные) и Тим Эсо (бас-гитара). В 1985 году Николлс покинул группу, создав новую Niadem’s Ghost. Его сменил Пол Менел, но в 1990 году Николлс вернулся, также нарисовал обложки к большинству альбомов группы, в которых участвовал. В начале 2005 году Кук покинул группу, на его место приглашён Энди Эдвардс (ударные). В июле 2007 году Орфорд заявил об уходе из группы, его сменил Марк Уэстворт. Несмотря на уход, Орфорд продолжает использовать лейбл группы GEP и до сих пор тесно связан с группой.
В октябре 2010 году Уэстворт заявил о намерении покинуть группу и с января 2011 года его сменил Нил Дюрант (клавишные). Также состоялась и смена бас-гитариста. Начиная с января 2011 года вместо Джона Джоуитта в группу вернулся Тим Эсо (бас-гитара).
Музыкальный стиль группы, особенно в начале её карьеры, напоминает Genesis времён Питера Гэбриэла и Стива Хаккетта, чему способствует постоянная схожесть вокалов Гэбриэла и Николлса, а также благодаря грандиозной игре Орфорда. Конечно, роль Холмса до сих пор считают очень важной, и именно он придал группе более тяжёлое звучание. После ухода Николлса стиль группы стал более коммерческим и радиоформатным, на альбомах Nomzamo (1987) и Are You Sitting Comfortably? (1989), хотя каждый альбом содержал некоторые прогрессивные рок-треки. После возвращения Николлса, начиная с альбома Ever, группа снова вернулась к своему корню прогрессивного рока, с многоминутными треками, содержащие сложные аранжировки и комплексные музыкальные формы.

## Состав

### Текущий
- Майк Холмс — гитара (1981—настоящее время)
- Тим Эсо — бас-гитара (1981—1989, 2011—настоящее время)
- Питер Николлс — вокал (1981—1985, 1990—настоящее время)
- Пол Кук — ударные (1982—2005, 2009—настоящее время)
- Нил Дюрант — клавишные (2010—настоящее время)

### Бывшие участники
- Мартин Орфорд — клавишные, бэк-вокал (1981—2007)
- Марк Ридаут — ударные (1981—1982)
- Пол Менел — вокал (1985—1990)
- Лес Маршалл — бас-гитара (1989—1991)
- Джон Джоуитт — бас-гитара, бэк-вокал (1991—2011)
- Энди Эдвардс — ударные (2005—2009)
- Марк Уэстворт — клавишные (2007—2010)

## Дискография

### Студийные альбомы
- 1982 — Seven Stories into Eight
- 1983 — Tales from the Lush Attic
- 1985 — The Wake
- 1987 — Nomzamo
- 1989 — Are You Sitting Comfortably?
- 1993 — Ever
- 1997 — Subterranea (двойной)
- 2000 — The Seventh House
- 2004 — Dark Matter
- 2009 — Frequency
- 2014 — The Road of Bones
- 2019 — Resistance (двойной)
- 2025 — Dominion

### Концертные альбомы
- 1986 — Living Proof (live)
- 1990 — J’ai Pollette D’arnu
- 1993 — Forever Live
- 2000 — Subterranea: The Concert
- 2003 — The Archive Collection: IQ20 («официальный бутлег» живого концерта)
- 2008 — Frequency Tour (двойной, ограниченный тираж)
- 2010 — The Wake in Concert

### Сборники
- 1987 — Nine in a Pond is Here
- 1998 — Seven Stories into Ninety Eight
- 1999 — The Lost Attic

### Видео / DVD
- 1996 — Forever Live
- 2000 — Subterranea: The Concert (VHS)
- 2002 — Subterranea: The Concert (DVD)
- 2004 — IQ20: The 20th Anniversary Show
- 2005 — Live From London
- 2006 — IQ Stage
- 2007 — Forever Live
- 2009 — Live in Zoetermeer, Holland, 2007
- 2010 — The Wake in Concert